# Каменногорка (Калиновский район)
Каменногорка (укр. Кам'яногірка) — село на Украине, находится в Калиновском районе Винницкой области.
Код КОАТУУ — 0521681406. Население по переписи 2001 года составляет 409 человек. Почтовый индекс — 22435. Телефонный код — 4333.
Занимает площадь 1,393 км².
В селе действует храм Апостола и Евангелиста Луки Калиновского благочиния Винницкой епархии Украинской православной церкви.

## Адрес местного совета
22434, Винницкая область, Калиновский р-н, с. Гущинцы, ул. Ленина, 102